# Ostrčilovo náměstí
Ostrčilovo náměstí je veřejné prostranství v Praze, které se nachází v Nuselském údolí na okraji čtvrtě Nusle pod Vyšehradem v městské části Praha 2 na levém břehu Botiče, na jeho pravém břehu se nalézá úzký pruh spadající pod Vinohrady a za ním se pak rozprostírá pražské Nové Město. Botič sem přitéká od Folimanky a od nuselského Divadla Na Fidlovačce a někdejšího Nuselského pivovaru (poznámka:na pravém břehu Botiče se zde nalézají dobře zachovalé a dobře viditelné pozůstatky někdejších novoměstských hradeb) a odtéká odtud za mostem pro tramvajovou trať a železnici v zakrytém kanálu až na nedalekou Výtoň, kde ústí do Vltavy. Nad tímto zakrytím vede nové prodloužení Čiklovy ulice do ulice Vnislavovy a Vratislavovy. Náměstí je od roku 1952 pojmenováno po českém hudebním skladateli a dirigentovi Otakaru Ostrčilovi. Původní název byl Hašlerovo náměstí od konce 2. světové války.
Náměstí má přibližně trojúhelníkový tvar s parkovou úpravou, v jeho severní části se nalézá parkoviště. Jeho severozápadní a severní stranu tvoří koryto potoka Botiče, východní stranu souvislá nuselská zástavba, v níž zde dominuje více než sto let dobře udržovaný Hotel Union (Nusle čp. 462), jižní a jihozápadní stranu pak tříkolejná železniční trať vedoucí sem z pražského hlavního nádraží a nádraží Praha-Vršovice na Smíchovské nádraží. Kdysi se zde býval chráněný železniční přejezd se závorami (a podchodem pro pěší, zřízeným v 19. stol. od doby, kdy tam vlak srazil školáka), který umožňoval průjezd vozidel směrem k Vyšehradu do Zábojovy ulice, ke křižovatce Čiklova-Lumírova, ten byl později zrušen (zrušen byl i název Zábojova ulice, nahrazený prodloužením nuselské Lumírovy ulice). Chodci zde mají k dispozici původní podchod pro pěší. V nárožním secesním domě s Oldřichovou ulicí byla již v době první republiky zřízena pobočka Městské knihovny pro Nusle. 
Při jižním okraji náměstí prochází tramvajová trať vedoucí sem z Nuslí obchodní Jaromírovou ulicí směrem na Nové Město, na východní straně náměstí tato tramvajová trať přechází můstkem potok a pokračuje dále ulicí Na Slupi směrem k Výtoni a k Botanické zahradě Univerzity Karlovy a odtud pak na Karlovo náměstí.
Na západním konci Jaromírovy ulice na okraji náměstí se nalézá stejnojmenná tramvajová zastávka.
Na náměstí se sbíhají nuselské ulice Jaromírova, Oldřichova, Sekaninova a přes železniční trať Lumírova (do roku 1968 též krátká ulice Zábojova, poté s Lumírovou spojena). Od Nového Města vedou do náměstí tramvajové koleje (linky 7, 14, 18, 24) ulicí Na Slupi mostem přes 
Botič.

## Významné objekty a instituce
- Hotel Union
- Nuselská pobočka Městské knihovny v Praze[4]

## Historické názvy
- 1900–1947 – Přemyslovo náměstí
- 1947–1952 – Náměstí Karla Hašlera
- od roku 1952 – Ostrčilovo náměstí